# SoundCloud
A SoundCloud egy svéd alapítású, németországi székhelyű platform, ingyenes és fizetős zenei streaming szolgáltatásként, közösségi oldalként és online zeneáruházként működik. Eredetileg azért jött létre, hogy a zenészek számára kollaboratív tartalomszerkesztést biztosítson, azáltal, hogy megoszthatják felvételeiket és ezt értékelhetik, később azonban a hangsúly inkább a kész dalok közzétételére és véleményezésére helyeződött át, ezáltal az oldal egyfajta, jobbára amatőr és félprofi audio-művészeti közösségi oldallá fejlődött. Az ingyenes változat összességében korlátozott időtartamú audio felvétel feltöltését engedi - a hangmintáktól és hangszertesztektől komplett dalokon át egészen a több órás élő és bootleg felvételekig. A SoundCloud néhány hónap alatt a Myspace egyik legnagyobb riválisa lett. 2014 decemberi adatok szerint a platform 175 millió egyedi látogatót vonz és az alkotók percenként 12 órányi hangfelvételt töltenek fel rá.